# Crosby Hall
Crosby Hall est un bâtiment historique de Londres édifié en 1466 à Bishopsgate, dans la Cité de Londres. puis déplacé en 1910 vers son site actuel de Cheyne Walk à Chelsea. Entre 1988 et 2021, il est restauré et forme une partie d'une résidence privée sous le nom de Crosby Moran Hall. Ce monument est classé Grade II.

## Histoire

### Construction
Crosby Hall est la seule partie préservée du manoir médiéval de Crosby Place, Bishopsgate, dans la Cité de Londres. La construction commence en 1466 et se poursuit jusqu'en 1472.

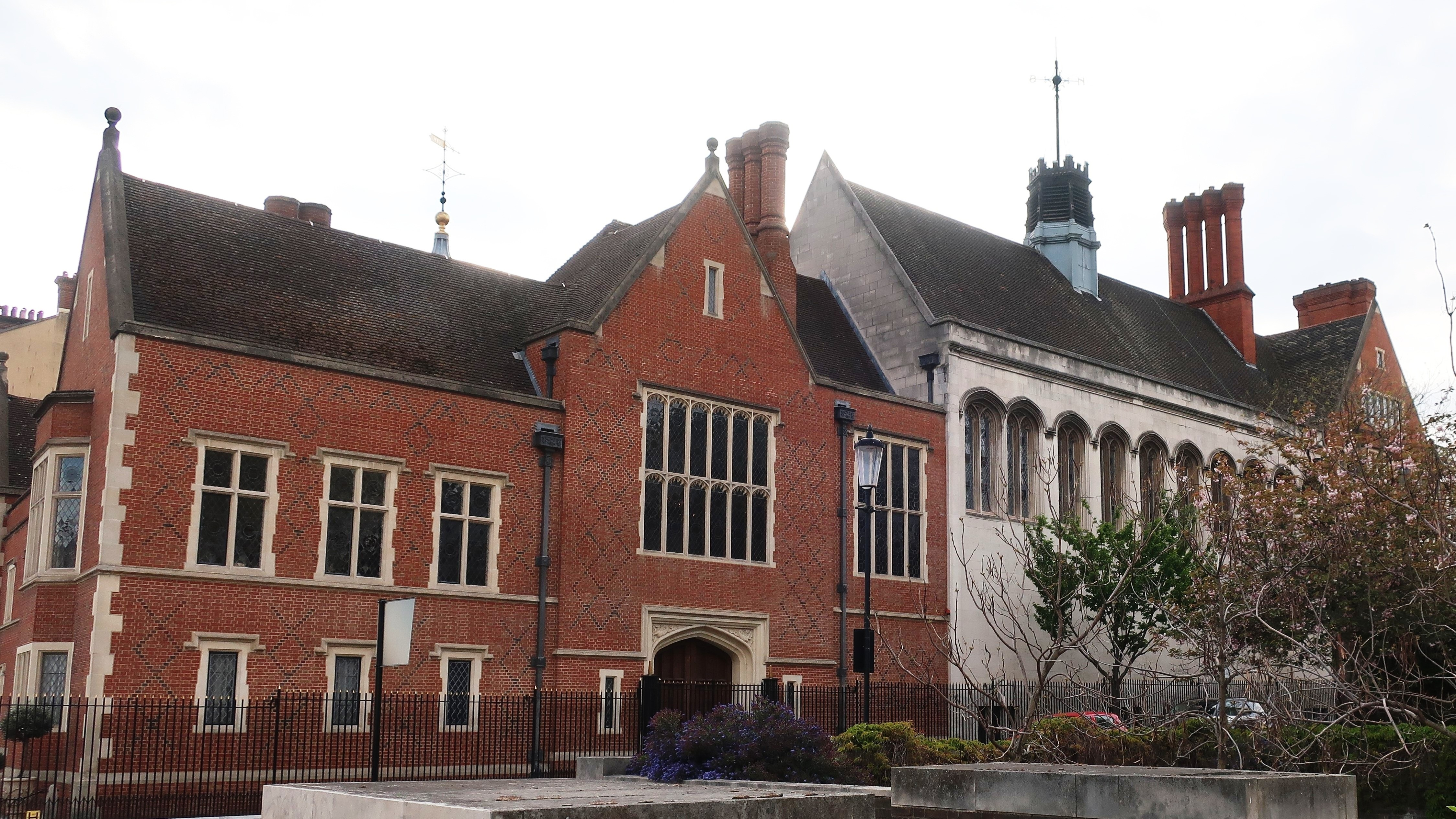
Le bâtiment originel avec des ajouts des années 1990 en brique

En 1910, Crosby Hall est déplacé sur son site actuel de Chelsea,. Des modifications conçues par Walter Godfrey sont alors ajoutées, et la duchesse d'York inaugure le bâtiment en 1926.

### Première Guerre mondiale
Pendant la Première Guerre mondiale, Crosby Hall héberge des réfugiés belges aidés par le Chelsea War Refugee Committee, et organise des concerts pour recueillir des fonds.

#### Résidence universitaire de la British Federation of University Women
La British Federation of University Women devient locataire de Crosby Hall et fait construire une aile résidentielle en 1925–1927,. La résidence est destinée aux boursières des différentes associations de femmes diplômées d'université séjournant à Londres pour leurs recherches.
À partir des années 1930 et pendant la Seconde Guerre mondiale, Crosby Hall soutient des universitaires allemandes réfugiées en Angleterre, notamment Emmy Klieneberger-Nobel, Betty Heimann, Helen Rosenau, Adelheid Heimann, Gertrud Kornfeld, Dora Ilse (en) et Erna Hollitscher,.

### Restauration et résidence privée
Le Greater London Council met en vente Crosby Hall qui est acheté en 1988 par l'homme d'affaires Christopher Moran.